# Maria Stuart (Enquist)
Maria Stuart är ett drama av Per Olov Enquist från 1986, baserat på Friedrich Schillers tragedi med samma namn.
Manuset finns utgivet i två samlingar med Enquists dramatik - Tre pjäser 1994 och Dramatik II: De politiska 2017.

## Uppsättningar
Urpremiären ägde rum 1986 på Det Kongelige Teater i Köpenhamn, där Johan Bergenstråhle regisserade Kirsten Olesen och Ghita Nørby som Maria Stuart respektive Elisabet I. Enquist arbetade om manuset inför Sverigepremiären som ägde rum 1989 på Göteborgs stadsteater med Christel Körner och Guje Palm som de rivaliserande drottningarna. 1994 sattes Maria Stuart upp på Östgötateatern i regi av Olle Johansson. Mona Lundgren och Kerstin Nilsson gjorde huvudrollerna där.
| Roll                | Det Kongelige Teater 8 februari 1986 | Göteborgs stadsteater 1 april 1989 | Östgötateatern 12 februari 1994 |
| ------------------- | ------------------------------------ | ---------------------------------- | ------------------------------- |
| Regi                | Johan Bergenstråhle                  | Gunilla Berg                       | Olle Johansson                  |
| Scenografi          |                                      | Svenerik Goude                     | Agneta Skarp                    |
| Kostym              |                                      | Svenerik Goude                     | Agneta Skarp                    |
| Maria Stuart        | Kirsten Olesen                       | Christel Körner                    | Mona Lundgren                   |
| Elisabet I          | Ghita Nørby                          | Guje Palm                          | Kerstin Nilsson                 |
| Hanna Kennedy/ Mary | Elin Reimer                          | Marie Lundberg                     | Inga Didong                     |
| Lord Leicester      |                                      | Christian Zell                     | Walter Norman                   |
| Paulet              | Axel Strøbye                         | Arne Strand                        | Willy Boholm                    |
| Lord Burleigh       | Ole Ernst                            | Rolf Nordström                     | Lars Gerhard Norberg            |
| Talbot              |                                      | Sven Berle                         | Leif Magnusson                  |
| Mortimer            | Jesper Christensen                   | Sven Angleflod                     | Thomas Wijkmark                 |
| Aubespine           |                                      | Dag Malmberg                       |                                 |
| Melvil              |                                      |                                    |                                 |
| Davison             |                                      | Fredrik Dolk                       |                                 |